# 克吕-维勒讷沃
克吕-维勒讷沃（法語：Clux-Villeneuve，法語發音：[kly vilnœv]）是法国索恩-卢瓦尔省的一个市镇，属于索恩河畔沙隆区。该市镇于2015年1月1日由原市镇克吕和拉维勒讷沃合并而成，行政中心位于拉维勒讷沃。

## 地理
克吕-维勒讷沃（46°57'28"N, 5°10'20"E）面积7.35 平方千米，位于法国勃艮第-弗朗什-孔泰大區索恩-卢瓦尔省，该省份为法国中部省份，北起顺时针与科多尔省、汝拉省、安省、罗讷省、卢瓦尔省、阿列省和涅夫勒省接壤。
与克吕-维勒讷沃接壤的市镇（或旧市镇、城区）包括：朗特、雅朗日、特吕尼、蒙莱瑟尔、纳维利、普尔朗。
克吕-维勒讷沃的时区为UTC+01:00、UTC+02:00（夏令时）。

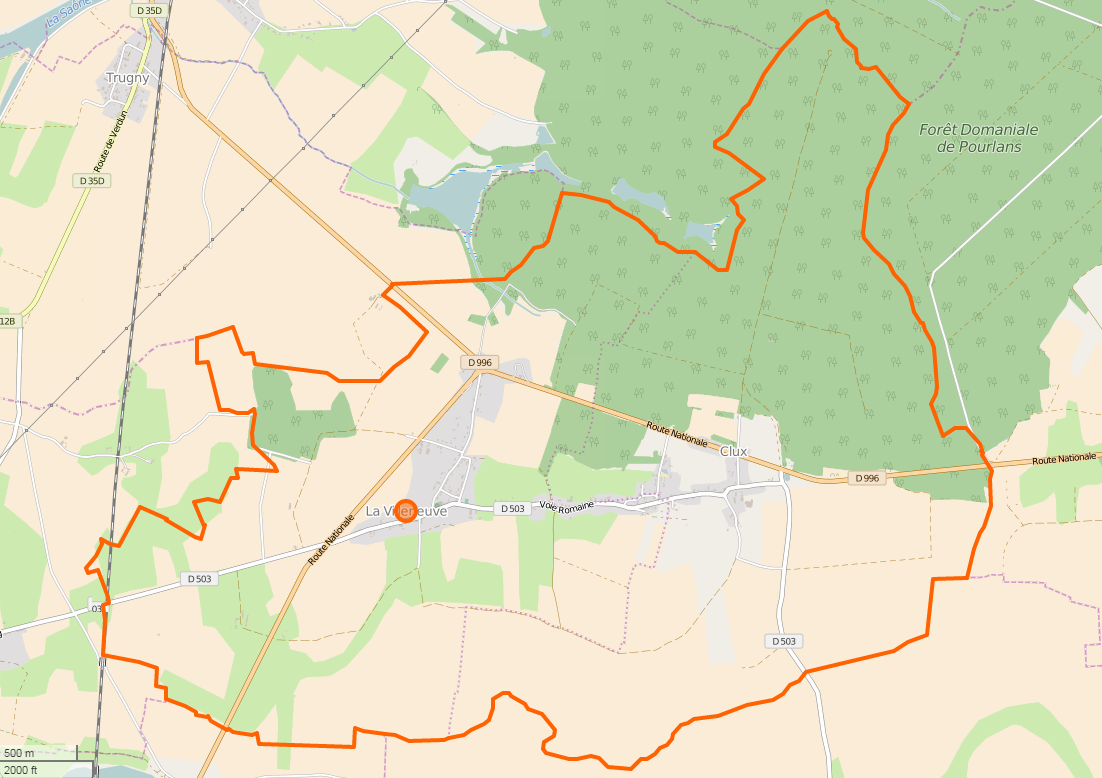
克吕-维勒讷沃的OSM定位图

## 行政
克吕-维勒讷沃的邮政编码为71270，INSEE市镇编码为71578。

## 政治
克吕-维勒讷沃所属的省级选区为热尔日县。

## 人口
克吕-维勒讷沃于2022年1月1日时的人口数量为301人。